# Emerson (football, 1999)
Pour les articles homonymes, voir Emerson et Souza.
Emerson Aparecido Leite de Souza Junior, plus couramment appelé Emerson Royal ou plus simplement Emerson, né le 14 janvier 1999 à São Paulo, est un footballeur international brésilien qui joue actuellement au poste d'arrière droit au CR Flamengo. 

## Biographie

### En club

#### Ponte Preta (2015-2018)
Emerson rejoint les juniors de Ponte Preta en 2015.
Il débute avec les professionnels le 22 février 2017, lors d'un match du Campeonato Paulista.
Il fait ses débuts en Série A brésilienne le 5 novembre 2017, lors d'un déplacement sur la pelouse de l'EC Bahia. Il ne joue que trois matchs dans ce championnat lors de l'année 2017.

#### Atlético Mineiro (2018-2019)
Le 27 avril 2018, Emerson rejoint l'Atlético Mineiro, avec qui il signe un contrat de cinq ans. Il joue 23 matches en Serie A avec ce club, inscrivant un but lors de la réception du Sport Club do Recife en septembre 2018.

#### FC Barcelone (2019-2021)
Le 31 janvier 2019, l'Atlético Mineiro annonce le transfert d'Emerson au FC Barcelone. Il signe un contrat courant jusqu'en 2021. Dans le même temps, l'Atlético Mineiro le prête au Betis, jusqu'à
2021.
Le 2 juin 2021, il est officiellement intégré dans l’effectif pour la saison 2021-2022 du FC Barcelone. Le 15 août 2021, il débute en match officiel lors de la première journée de championnat face à la Real Sociedad.

#### Tottenham (depuis 2021)
Le 31 août 2021, à la suite des problèmes financiers du FC Barcelone, Emerson est transféré à Tottenham pour 30 millions d'euros.

### En équipe nationale
Emerson joue avec l'équipe du Brésil des moins de 20 ans. Il participe avec cette équipe au championnat sud-américain des moins de 20 ans en 2017 (cinq matchs joués).

## Statistiques

### Statistiques en club
| Saison                | Club                  | Championnat           | Championnat | Championnat | Coupe(s) nationale(s) | Coupe(s) nationale(s) | Supercoupe | Supercoupe | Compétition(s) continentale(s) | Compétition(s) continentale(s) | Compétition(s) continentale(s) | Ligue d’État | Ligue d’État | Total | Total |
| Saison                | Club                  | Division              | M.          | B.          | M.                    | B.                    | M.         | B.         | Comp.                          | M.                             | B.                             | M.           | B.           | M.    | B.    |
| 2017                  | Ponte Preta           | Série A               | 3           | 0           | 1                     | 0                     | -          | -          | -                              | -                              | -                              | 2            | 0            | 6     | 0     |
| 2018                  | Ponte Preta           | Série B               | -           | -           | 5                     | 0                     | -          | -          | -                              | -                              | -                              | 14           | 1            | 19    | 1     |
| Sous-total            | Sous-total            | Sous-total            | 3           | 0           | 6                     | 0                     | 0          | 0          | -                              | 0                              | 0                              | 16           | 1            | 25    | 1     |
| 2018                  | Atlético Mineiro      | Série A               | 23          | 1           | -                     | -                     | -          | -          | CS                             | -                              | -                              | -            | -            | 23    | 1     |
| 2018-2019             | Real Betis (prêt)     | Liga                  | 6           | 0           | -                     | -                     | -          | -          | C3                             | 1                              | 0                              | -            | -            | 7     | 0     |
| 2019-2020             | Real Betis (prêt)     | Liga                  | 33          | 3           | 1                     | 0                     | -          | -          | -                              | -                              | -                              | -            | -            | 34    | 3     |
| 2020-2021             | Real Betis (prêt)     | Liga                  | 34          | 1           | 4                     | 1                     | -          | -          | -                              | -                              | -                              | -            | -            | 38    | 2     |
| Sous-total            | Sous-total            | Sous-total            | 73          | 4           | 5                     | 1                     | 0          | 0          | -                              | 1                              | 0                              | 0            | 0            | 79    | 5     |
| 2021-2022             | FC Barcelone          | Liga                  | 3           | 0           | -                     | -                     | -          | -          | C1                             | -                              | -                              | -            | -            | 3     | 0     |
| 2021-2022             | Tottenham Hotspur     | Premier League        | 31          | 1           | 7                     | 0                     | -          | -          | C4                             | 3                              | 0                              | -            | -            | 41    | 1     |
| 2022-2023             | Tottenham Hotspur     | Premier League        | 26          | 2           | 2                     | 0                     | -          | -          | C1                             | 8                              | 0                              | -            | -            | 36    | 2     |
| 2023-2024             | Tottenham Hotspur     | Premier League        | 22          | 1           | 2                     | 0                     | -          | -          | -                              | -                              | -                              | -            | -            | 24    | 1     |
| Sous-total            | Sous-total            | Sous-total            | 79          | 4           | 11                    | 0                     | 0          | 0          | -                              | 11                             | 0                              | 0            | 0            | 101   | 4     |
| 2024-2025             | AC Milan              | Serie A               | 16          | 0           | -                     | -                     | 2          | 0          | C1                             | 7                              | 0                              | -            | -            | 25    | 0     |
| Total sur la carrière | Total sur la carrière | Total sur la carrière | 197         | 9           | 22                    | 1                     | 2          | 0          | -                              | 19                             | 0                              | 16           | 1            | 256   | 11    |

## Palmarès

### En club
Milan AC
- Vainqueur de la Supercoupe d'Italie en 2024

### En sélection

#### Brésil
- Finaliste de la Copa América en 2021